# Résolution 1866 du Conseil de sécurité des Nations unies
Membres permanents
- Chine
- États-Unis
- France
- Royaume-Uni
- Russie

Membres non permanents
- Autriche
- Burkina Faso
- Costa Rica
- Croatie
- Japon
- Libye
- Mexique
- Turquie
- Ouganda
- Viet Nam

Résolution no 1865 Résolution no 1867
La résolution 1866 du Conseil de sécurité des Nations unies a été adoptée à l'unanimité le 13 février 2009.

## Résolution
Le Conseil de sécurité a décidé de proroger le mandat de la Mission d'observation des Nations unies en Géorgie (MONUG) jusqu'au 15 juin 2009, tout en exprimant son intention de présenter d'ici là les éléments d'une future présence des Nations unies dans la région.
Aux termes de la résolution, adoptée à l'unanimité, le Conseil a demandé que les dispositions énoncées dans l'Accord de 1994 sur le cessez-le-feu et la séparation des forces, signé à Moscou, soient respectées, en attendant les consultations et l'accord sur un régime de sécurité révisé. Le Conseil a pris note des recommandations sur le régime de sécurité contenues dans le dernier rapport du Secrétaire général des Nations unies sur la situation en Abkhazie et en Géorgie.
Dans son rapport, le Secrétaire général suggéreait qu’un régime de sécurité efficace devait comprendre, entre autres: une stricte observation du cessez-le-feu sur terre, en mer et dans les airs; une "zone de sécurité" des deux côtés de la ligne de cessez-le-feu où la présence de forces armées et de matériel militaire ne serait pas autorisée; l'interdiction des survols par des aéronefs militaires et des véhicules aériens sans pilote de cette zone et d'autres; et la désignation par chaque partie de représentants autorisés qui assureraient la liaison en vue d’échanger des informations, de prévenir les tensions et de résoudre les incidents.
Dans sa résolution, le Conseil a souligné la nécessité de s'abstenir de recourir à la force ou de tout acte de discrimination ethnique contre des personnes, groupes ou institutions, et d'assurer, sans distinction, la sécurité des personnes, leur droit à la liberté de circulation et la protection des biens des réfugiés et des personnes déplacées. Il a également appelé à faciliter et à s'abstenir de faire obstacle à l'aide humanitaire aux personnes touchées par le conflit, y compris les réfugiés et les personnes déplacées, ainsi que de fournir des efforts pour faciliter leur retour volontaire, sûr, digne et sans entrave.
Le Conseil a également appelé à une intensification des efforts visant à traiter la question de la sécurité et de la stabilité régionales, ainsi que la question des réfugiés et des personnes déplacées, dans le cadre des discussions alors en cours à Genève. Il a de plus prié le Secrétaire général de lui rendre compte d'ici le 15 mai de l'application de la résolution, de la situation sur le terrain et de toute recommandation sur les activités futures.